# إبراهيم يوسف عز الدين
إبراهيم يوسف إبراهيم عز الدين (مواليد 3 ديسمبر، 1934 في بيروت) سفير أردني متقاعد. شغل عدداً من المناصب منها المدير العام للمجلس الأعلى للإعلام.

## النشأة والتعليم
حصل إبراهيم عز الدين على تعليمه الإبتدائي من المدرسة الأهلية ومدرسة المطران في [[عمان (مدينة)|عمّان)، وتعليمه الثانوي من الكلية العلمية الإسلامية.
درس في الجامعة الأمريكية بالقاهرة عاماً واحداً، ثم ما لبث أن انتقل إلى الجامعة الأميركية في بيروت بعد حصوله على قبول] فيها، ومنها حصل على درجة البكالوريوس في العلوم السياسية عام 1955.
شارك في أنشطة جمعية العروة الوثقى في بيروت، ثم بعد عودته إلى عمّان شارك في أنشطة حركة القوميين العرب.

## الحياة المهنية
- من 1955 إلى 1958 كان يعمل في وزارة الاتصالات، ومكتب رئيس الوزراء، وقسم الصحافة بوزارة الخارجية.
- من 1958 إلى 1965 كان نائب مدير دار نشر الكتب في بيروت.
- من 1965 إلى 1968 كان مديراً للصحافة الخارجية في وزارة الإعلام.
- من 1968 إلى 1970 كان سكرتير الملك الحسين بن طلال للشؤون الصحفية.
- من 1970 إلى 1971 كان مدير العلاقات العامة في الملكية الأردنية.
- من 1971 إلى 1975 كان وكيل وزارة الإعلام الأردنية.
- من 25.03.1975 إلى 22 أبريل\نيسان، 1977 كان سفيراً في برن (سويسرا).[2]
- من 22 أبريل، 1977 إلى 1978 كان سفيراً في بون (ألمانيا).
- من 1978 إلى 1983 كان سفيراً في لندن (المملكة المتحدة).
- في 29 يونيو 1983، عُيّن سفيراً في واشنطن العاصمة.
- في 22 مايو 1985 شغل منصب رئيس هيئة الخدمة المدنية في عمان (مدينة).[3]
- في عام 2002 عُيّن مديراً عاماً لمؤسسة عبد الحميد شومان.
- في عام 2006، عُيّن رئيساً للمجلس الأعلى للإعلام في الأردن.[4]